# Isomorfismo
Na álgebra abstrata, um isomorfismo é um homomorfismo bijetivo. Duas estruturas matemáticas são ditas isomorfas se há um mapeamento bijetivo entre elas.
Essencialmente, dois objetos são isomorfos se eles são indistinguíveis dado apenas pela seleção de sua característica, e isomorfismo é o mapeamento entre objetos que mostra um relacionamento entre duas propriedades ou operações.
Na Teoria das categorias, um isomorfismo é um morfismo f: X → Y em uma categoria para a qual existe uma "inversa" f −1: Y → X, com a propriedade de que ambas f −1f = idX e f f −1 = idY.

## Propósito
Os isomorfismos são estudados na matemática para estender conhecimentos de uns fenômenos para outros: se dois objetos são isomorfos, então qualquer propriedade que é preservada por um isomorfismo e que é verdade para um dos objetos, também é verdade para o outro objeto. Se um isomorfismo pode ser encontrado de uma parte desconhecida da matemática em alguma área bem estudada da matemática, onde muitos teoremas já foram provados e muitos métodos já estão disponíveis para encontrar respostas, então a função pode ser usada para mapear os problemas da área desconhecida para uma área onde os problemas são facilmente entendidos e trabalhar com eles.
Uma aplicação imediata pode ser encontrada no estudo das variedades físicas da Teoria da Relatividade Geral. Por exemplo, transformações conformes são comumente utilizadas para se endereçar estudos de dinâmica em uma variedade já estudada a outras pouco estudadas ou que possuem limitações físicas, como hiperbolicidade global. [ver a ref. onde é estudado a dinâmica do campo escalar no espaço-tempo de Einstein e endereçada ao espaço-tempo de Anti-de Sitter (estendido) via invariância conforme].

## Exemplos práticos
Os seguintes exemplos são de isomorfismos da álgebra linear.
- Considere a função logaritmo: Para qualquer base b fixada, a função logaritmo logb mapeia dos números reais positivos {\displaystyle \mathbb {R} ^{+}} sobre os números reais {\displaystyle \mathbb {R} ;} formalmente:

{\displaystyle \log _{b}\colon \mathbb {R} ^{+}\to \mathbb {R} .}

Este mapeamento é um-para-um (função injetiva) e sobre, isto é, é uma bijeção do domínio para o contradomínio da função logaritmo. Além de ser um isomorfismo de conjuntos, a função logaritmo também preserva certas operações. Especificamente, considere o grupo {\displaystyle (\mathbb {R} ^{+},\times )} dos números reais positivos sob multiplicação ordinária. A função logaritmo obedece à seguinte identidade:

{\displaystyle \log _{b}(xy)=\log _{b}(x)+\log _{b}(y).}
	
Mas os números reais sob adição também formam um grupo. Assim, a função logaritmo é de fato um isomorfismo do grupo {\displaystyle (\mathbb {R} ^{+},\times )} ao grupo {\displaystyle (\mathbb {R} ,+).} 

Logaritmos podem portanto ser usados para simplificar a multiplicação de números reais positivos. Ao trabalhar com logaritmos, a multiplicação de números reais positivos é substituída pela adição de logaritmos.  Desta forma é possível multiplicar números reais usando réguas e uma tabela de logaritmos ou usando uma régua como escala de logaritmos.
- Considere o grupo {\displaystyle (\mathbb {Z} _{6},+),} os inteiros de 0 a 5 com adição-módulo-6. Também considere o grupo {\displaystyle (\mathbb {Z} _{2}\times \mathbb {Z} _{3},+),} os pares ordenados onde as coordenadas x podem ser 0 ou 1, e as coordenadas y podem ser 0, 1 ou 2, onde a adição nas coordenadas x é módulo 2 e a adição nas coordenadas y é módulo 3.

Estas estruturas são isomorfas sob adição se você identifica-las usando os seguintes esquemas:
(0,0) → 0
(1,1) → 1
(0,2) → 2
(1,0) → 3
(0,1) → 4
(1,2) → 5
ou em geral (a,b) → (3a + 4b) mod 6. Por exemplo note que (1,1) + (1,0) = (0,1), que se traduz no outro sistema como 1 + 3 = 4.
Embora esses dois grupos  "pareçam" diferentes quanto aos elementos que contêm, eles são de fato isomorfos: suas estruturas são exatamente a mesma. Mais genericamente, o produto direto de dois grupos cíclicos {\displaystyle \mathbb {Z} _{m}} e {\displaystyle \mathbb {Z} _{n}} é isomorfo a {\displaystyle (\mathbb {Z} _{mn},+)} se e somente se m e n são números primos entre si.

## Exemplos abstratos

### Um relação de preservação de isomorfismo
Se um objeto consiste de um conjunto X com uma relação binária R e o outro objeto consiste de um conjunto Y com uma relação binária S, então um isomorfismo de X para Y é uma função bijetora ƒ: X → Y, de tal modo que:
{\displaystyle \operatorname {S} (f(u),f(v))\iff \operatorname {R} (u,v)}
S é reflexiva, antirreflexiva, simétrica, antissimétrica, assimétrica, transitiva, total, tricotômica, ordem parcial, ordem total, ordem estrita fraca, pré-ordem total, relação de equivalência ou uma relação com qualquer outras propriedades especiais se e somente se R for.
Por exemplo, R é uma ordenação ≤ e S uma ordenação {\displaystyle \scriptstyle \sqsubseteq ,} então um isomorfismo de X para Y é uma função bijetora ƒ: X → Y, de tal modo que:
{\displaystyle f(u)\sqsubseteq f(v)\iff u\leq v.}
Tal isomorfismo é chamado de isomorfismo de ordem ou (menos comumente) um isomorfismo isótono.
Se X = Y, então esta é uma relação de preservação de automorfismo.

### Uma operação de preservação de isomorfismo
Suponha que sobre estes conjuntos X e Y há duas operações binárias {\displaystyle \scriptstyle \star } e {\displaystyle \scriptstyle \Diamond } que acontecem para constituir os grupos (X,{\displaystyle \scriptstyle \star }) e (Y,{\displaystyle \scriptstyle \Diamond }). Note que os operadores operam nos elementos do domínio e alcance (contradomínio ou imagem), respectivamente, da função ƒ “um-para-um” e “para”. Há um isomorfismo de X para Y se a função bijetora ƒ: X → Y passa a produzir resultados que estabelece uma correspondência entre o operador {\displaystyle \scriptstyle \star } e o operador {\displaystyle \scriptstyle \Diamond .}
{\displaystyle f(u)\Diamond f(v)=f(u\star v)}
para todo u, v em X.

## Aplicações
Na álgebra abstrata, dois isomorfismos básicos são definidos:
- Isomorfismo de grupos, um isomorfismo entre grupos;
- Isomorfismo de anéis, um isomorfismo entre anéis. (Note que isomorfismos entre campos são, na verdade, isomorfismos de anéis).

Assim como os automorfismos de uma estrutura algébrica formam um grupo, os isomorfismos entre duas álgebras que compartilham uma estrutura comum forma um heap.
Em análise matemática, a transformada de Laplace é um isomorfismo mapeando equações diferenciais difíceis em equações algébricas fáceis.
Na teoria das categorias, dada categoria C consiste de duas classes, uma de objetos e outra de morfismos. Então a definição geral de isomorfismo que cobre a anterior e muitos outros casos é: um isomorfismo é um morfismo ƒ: a → b que tem uma inversa, isto é, existe um morfismo g: b → a com g: b → a e gƒ = 1a. Por exemplo, um mapa linear bijetor é um isomorfismo entre espaços vetoriais e uma função contínua bijetora cuja inversa é também contínua é um isomorfismo entre espaços topológicos, chamada homeomorfismo.
Na teoria dos grafos, um isomorfismo entre dois grafos G e H é um mapa bijetor f de um vértice de G para um vértice de H que preserva a “estrutura de arestas” no sentido de que há uma aresta de um vértice u para o vértice v em G se e somente se há uma aresta de f(u) para f(v) em H. Veja isomorfismo de grafos.
Em análise matemática, um isomorfismo entre dois espaços de Hilbert é uma bijeção que preserva a adição, a multiplicação escalar e o produto interno.
Nas primeiras teorias do atomismo lógico, o relacionamento formal entre fatos e proposições verdadeiras foi teorizado por Bertrand Russell e Ludwig Wittgenstein para ser isomórfico. Um exemplo desta linha de pensamento pode ser encontrada na Introdução à Filosofia da Matemática de Russell.

## Relação com igualdades
Em certas áreas da matemática, notavelmente a teoria das categorias, é necessário distinguir entre a igualdade de um lado e isomorfismo do outro. Igualdade é quando dois objetos são exatamente o mesmo, e tudo que é verdadeiro sobre um objeto é verdadeiro sobre outro, enquanto que um isomorfismo implica que tudo que é verdade sobre uma designada parte de uma estrutura de um objeto é verdade sobre o outro. Por exemplo, os conjuntos:
{\displaystyle A=\{x\in \mathbb {Z} \mid x^{2}<2\}} e {\displaystyle B=\{-1,0,1\}}
são iguais; eles têm apenas diferentes apresentações de um mesmo subconjunto dos inteiros. Em contraste, os conjuntos {A, B, C} e {1, 2, 3} não são iguais — o primeiro tem elementos que são letras, enquanto que o segundo tem elementos que são números. Estes são isomórficos como conjuntos, desde que sejam conjuntos finitos, eles são determinados como isomorfos pelas suas cardinalidades (números de elementos) e este ambos têm três elementos, mas existem muitas escolhas de isomorfismo — um isomorfismo é:
{\displaystyle {\text{A}}\mapsto 1,{\text{B}}\mapsto 2,{\text{C}}\mapsto 3,} enquanto o outro é {\displaystyle {\text{A}}\mapsto 3,{\text{B}}\mapsto 2,{\text{C}}\mapsto 1,}
e nenhum isomorfismo é intrinsecamente melhor que qualquer outro.Neste ponto de vista e neste sentido, estes dois conjuntos não são iguais porque não se pode considera-los idênticos: pode-se escolher um isomorfismo entre eles, mas isto não significa que eles sejam iguais – e é válida somente no contexto do isomorfismo escolhido.
Algumas vezes os isomorfismos podem parecer óbvios e convincentes, mas ainda não são igualdades. Como um simples exemplo, o relacionamento genealógico entre Joe, John e Bobby Kennedy são, em um sentido real, o mesmo que entre os quarterbacks jogadores de Futebol Americano na família Manning: Archie, Peyton e Eli. Os pares pai-filho e os pares 'irmão mais velho'-e-'irmão mais novo' correspondem perfeitamente. Esta similaridade entre as duas estruturas das famílias ilustra a origem do mundo isomorfismo (Do grego iso- "mesmo", e  –morph, "forma" ou "molde"). Mas porque os Kennedy não são as mesmas pessoas da família Manning, as duas estruturas genealógicas são apenas isomorfas e não iguais.
Outro exemplo é mais formal e ilustra diretamente a motivação para distinguir igualdade de isomorfismo: a distinção entre um espaço vetorial de dimensão finita V e seu espaço dual V* = { φ: V → K} de mapa linear de V para seu campo de escalares K.
Esses espaços têm a mesma dimensão, e assim são isomórficos como espaços vetoriais abstratos (algebricamente, espaços vetoriais são classificados pela dimensão, assim como conjuntos são classificados pela cardinalidade), mas não existe uma escolha "natural" de isomorfismo {\displaystyle \scriptstyle V\,{\overset {\sim }{\to }}\,V^{*}.} 
Se alguém escolhe uma base para V, então esta produz um isomorfismo: Para todo u. v ∈ V,
{\displaystyle v\ {\overset {\sim }{\mapsto }}\ \phi _{v}\in V^{*}\quad {\text{de tal modo que}}\quad \phi _{v}(u)=v^{\mathrm {T} }u.}
Isto corresponde à transformação de um vetor coluna (elemento de V) por um vetor linha (elemento de V*) pela transposta, mas uma escolha diferente da base dá um isomorfismo diferente: u isomorfismo "depende da escolha da base". Mais sutilmente, há um mapa do espaço vetorial V para seu espaço dual V** = { x: V* → K} que não depende da escolha da base: Para todo v ∈ V and φ ∈ V*,
{\displaystyle v\ {\overset {\sim }{\mapsto }}\ x_{v}\in V^{**}\quad {\text{de tal modo que}}\quad x_{v}(\phi )=\phi (v).}
Isto leva a uma terceira noção, que de um isomorfismo natural: enquanto V e V** são diferentes conjuntos, há uma escolha "natural" de isomorfismo entre eles.
Esta noção intuitiva de "um isomorfismo que não depende de uma escolha arbitrária" é formalizada na noção de transformação natural; resumidamente, que se possa identificar consistentemente, ou mais geralmente mapear de, um espaço vetorial para seu espaço dual,{\displaystyle \scriptstyle V\,{\overset {\sim }{\to }}\,V^{**},} para qualquer espaço vetorial de um jeito consistente. Formalizar esta intuição é uma motivação para o desenvolvimento da teoria das categorias.
Se alguém quiser fazer uma distinção entre um isomorfismo arbitrário (que depende da escolha) e um isomorfismo natural (um que pode ser feito consistentemente), pode-se escrever ≈ para um isomorfismo não natural e ≅ para um isomorfismo natural, como em V ≈ V* e V ≅ V**..
Esta convenção não é universalmente seguida e  autores que desejam distinguir entre esses isomorfismos, geralmente irão deixar clara a distinção.
Geralmente, dizer que dois objetos são iguais é reservado para quando houver uma noção de um espaço (ambiente) maior que estes objetos estão. Mais frequentemente, fala-se da igualdade de dois subconjuntos de um dado conjunto (como o exemplo do conjunto de inteiros dado acima), mas não de dois objetos abstratamente apresentados. Por exemplo, a a esfera bidimensional no espaço tridimensional:
{\displaystyle S^{2}:=\{(x,y,z)\in \mathbb {R} ^{3}\mid x^{2}+y^{2}+z^{2}=1\}} e a esfera de Riemann {\displaystyle {\widehat {\mathbb {C} }}}, que pode ser apresentada como a extensão de Alexandroff do plano complexo C ∪ {∞. Essas são duas diferentes descrições para um objeto matemático, todos os quais são isomórficos, mas não iguais porque eles não são todos subconjuntos de um único espaço: o primeiro é um subconjunto do R3 e o segundo é C ≅ R2.
No contexto de teoria das categorias, objetos são geralmente isomórficos – de fato, uma motivação para o desenvolvimento da teoria das categorias foi mostrar que diferente construções na homologia, rendeu grupos (isomórficos) equivalentes.